# Johannes Haarklou
Johannes Haarklou, född den 13 maj 1847, död den 26 november 1925, var en norsk tonsättare.

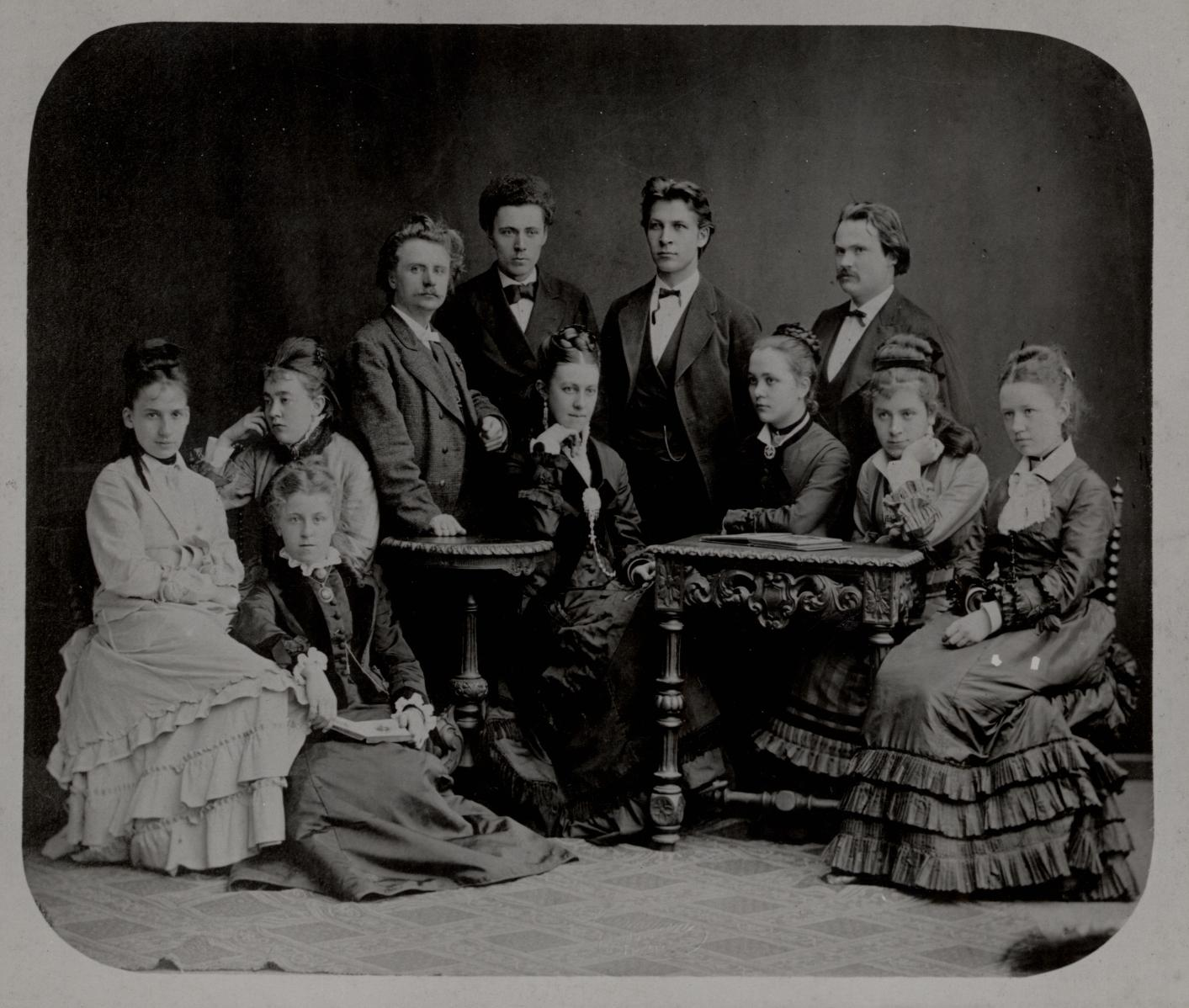
Haarklou är mannen till höger, de tre andra är (från vänster) Edvard Grieg, Lauritz Grimstad och H. Ingelius. De är avbildade i Leipzig, 1876.

Haarklou var en av Norges mest mångsidiga tonsättare. I hans starkt klassiskt betonade och ofta rikt polyfona produktion märks oratoriet Skabelsen, 5 operor (bland annat Fra gamle Dage och Væringerne i Miklagaard), orkesterverk (4 symfonier med mera), kantater, körverk (främst en rad praktfulla manskvartetter såsom Varde och Fenrir, romanser och orgelverk med mera.